# Chang Kai-chen

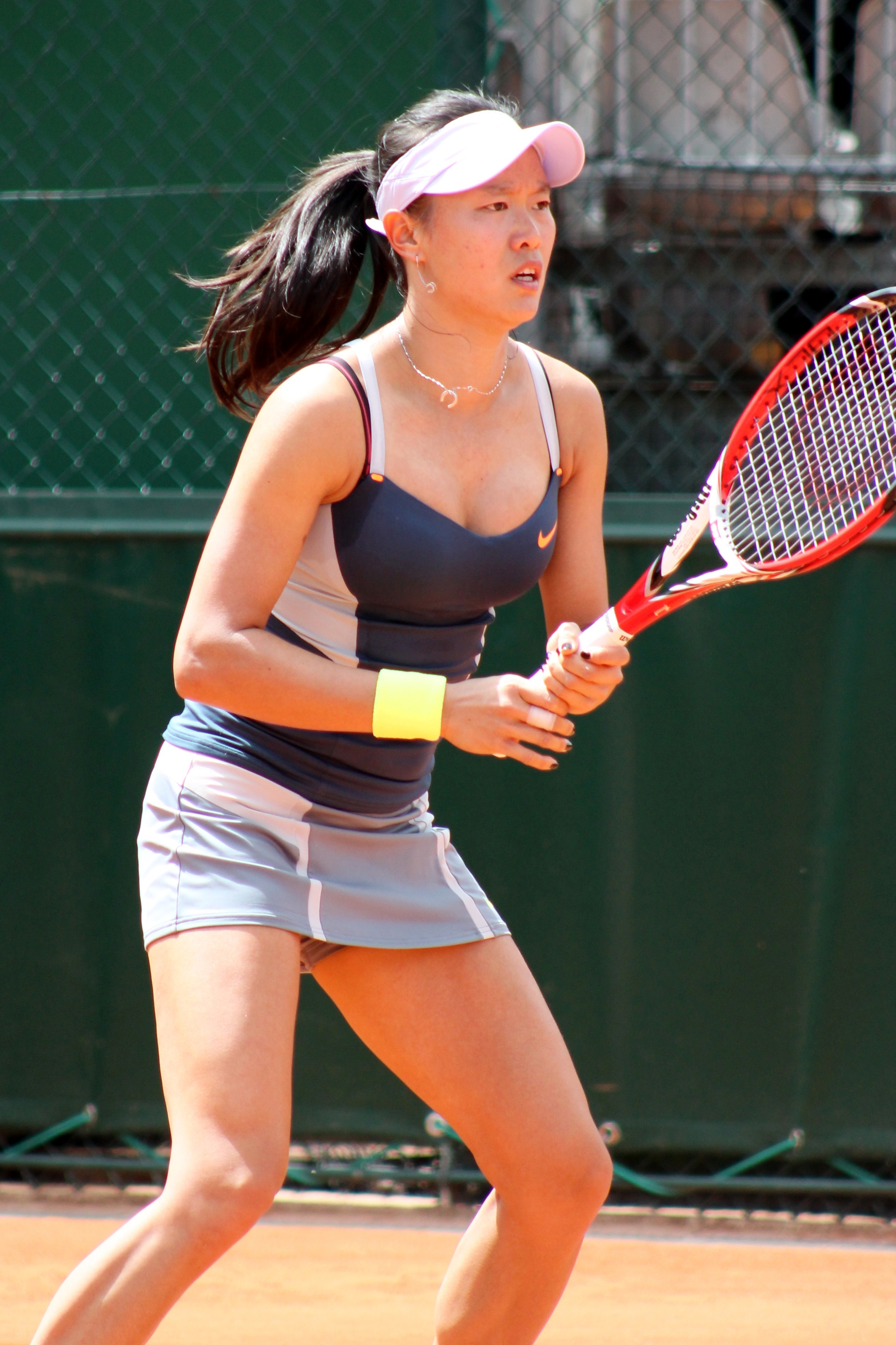
Chang Jai-chen 2013

Chang Kai-chen (Taoyuan, 13 de Janeiro de 1991) é uma tenista profissional taiwanesa, seu melhor ranking da WTA foi de N. 92° em simples. Chang tem como um dos principais feitos ter derrotada a número um do circuito a russa Dinara Safina.

## Ligações Externas
- Perfil na WTA